# Jason Scott Lee
Jason Scott Lee, född 19 november 1966 i Los Angeles, Kalifornien, är en amerikansk skådespelare. Han är mest känd för att ha spelat Bruce Lee i filmen Dragon - historien om Bruce Lee (1993) och Mowgli i Djungelboken (1994). Han spelar även en av huvudrollerna i den koreanska filmen Dance of the Dragon (2008), en film som utspelar sig i Singapore och bygger på dans och martial arts.
Lee föddes i Los Angeles i Kalifornien men växte upp i Hawaii.